# Dégel
Pour les articles homonymes, voir Dégel (homonymie).

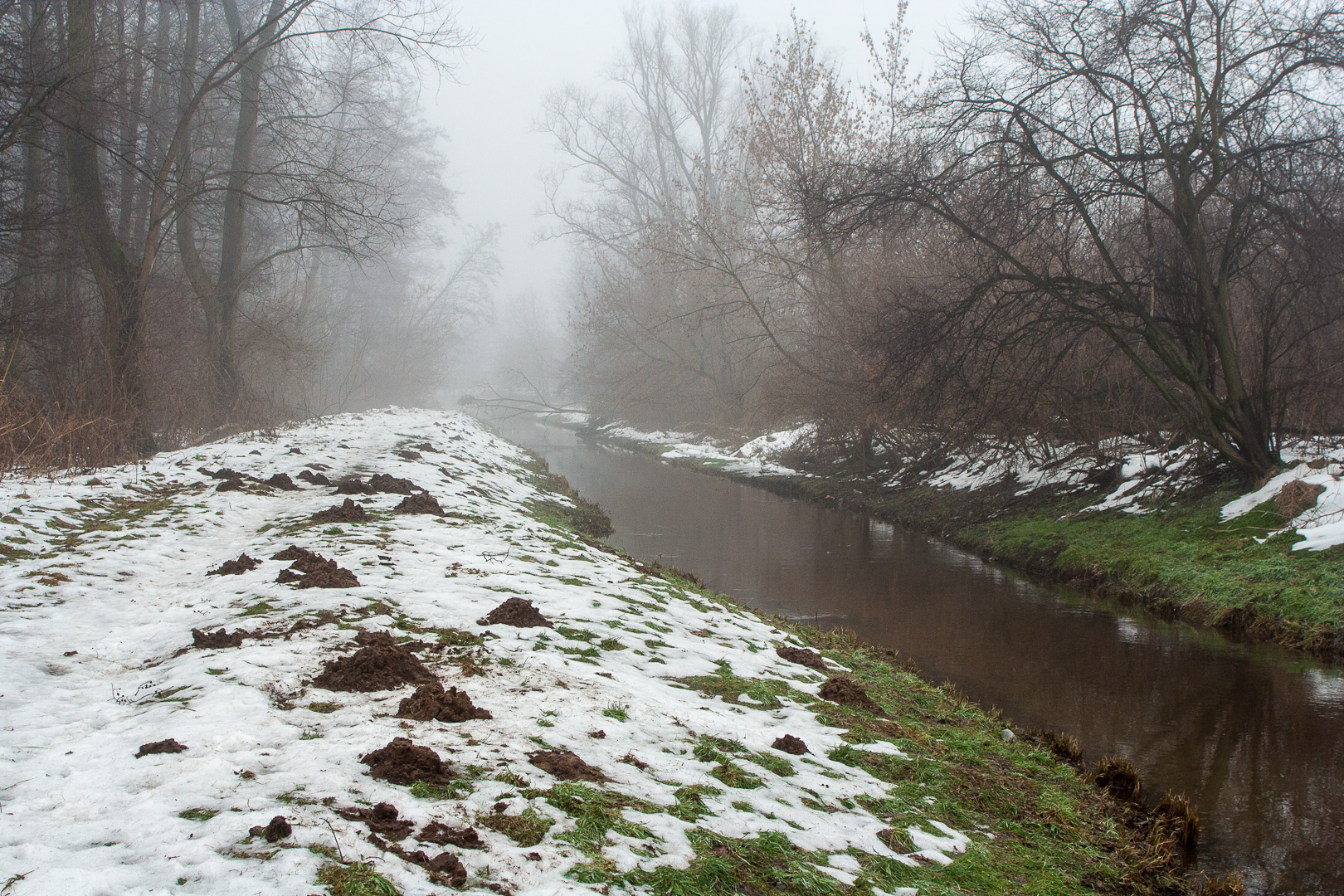
Dégel à la fin de l'hiver dans le complexe naturel et paysager "Zakole Wawerskie" à Varsovie en Pologne.

Le dégel est un terme désignant le phénomène climatologique de fonte de la neige ou de la glace accumulée en un lieu donné. Il est généralement observable en période de fin d'hiver dans l'hémisphère nord, dans les régions froides. Il peut cependant être observé dans le cas du réchauffement climatique,.

## Causes et conséquence
Le dégel est un phénomène causé par une hausse des températures. Ce phénomène est un phénomène naturel, qui se produit au court terme, lors d'un changement de saison, et au long terme, lors d'un changement climatique majeur (Réchauffement global de la température).
À court terme, il cause la fonte de le manteau neigeux, de la glace sur les cours d'eau et le réchauffement de la couche superficielle du sol. Si le dégel est rapide et prolongé, il peut causer des inondations, des embâcles sur les rivières et la fonte des glaciers.
Dans le cas du réchauffement climatique, le dégel entraîne une libération de gaz à effet de serre (principalement du CO2 et CH4) contenu dans la neige et dans la glace ainsi que dans les pergélisols (partie basse du cryosol). De plus, une fonte accélérée réduit l’albédo à la surface terrestre et augmente l'absorption des rayons infrarouges, entraînant alors un processus favorisant un réchauffement global de la température.